# ديزيرت 400 لعام 2007
ديزيرت 400 لعام 2007 كان الجولة الثانية عشرة لفئة 8 في للسيارات السوبر ضمن موسم 2007. أقيم السباق في عطلة نهاية الأسبوع من 1 إلى 3 نوفمبر في حلبة البحرين الدولية في البحرين.